# Kenneth Weiss
Pour les articles homonymes, voir Weiss.
Kenneth Weiss (né le 4 janvier 1963 à New York) est un claveciniste, chef d'orchestre et pédagogue de renommée internationale. En tant que soliste, Kenneth Weiss est particulièrement reconnu pour ses interprétations de Bach comme en témoignent plus de cent récitals des Variations Goldberg, les intégrales du Clavier bien tempéré et des Partitas, jouées sur les plus grandes scènes mondiales et également disponibles dans sa discographie.

## Biographie
Kenneth Weiss a étudié à la Haute École des arts de la scène à New York. Il travaille avec Lisa Goode Crawford et obtient un baccalauréat en musique de Oberlin College en Ohio et poursuit ses études avec Gustav Leonhardt au Conservatoire Sweelinck d'Amsterdam.
En 1989, il reçoit le troisième prix au concours international de clavecin, dans le cadre du Festival de musique ancienne de Bruges.
De 1990 à 1993, il est l'assistant de William Christie aux Arts florissants et prend part à la production de nombreux opéras et enregistrements.
Il se consacre ensuite aux récitals de clavecin et aux concerts avec son ensemble « Le Salon-Paris » autour de la musique de clavecin et des salons de musique du XIXe siècle autour du piano-forte. Il enregistre pour Satirino records dès 2001 et joue dans de nombreux festivals tels que : Innsbruck, Saintes, Lanaudière (Québec), Strasbourg et Ambronay, ainsi que dans des salles de concert du Palais des beaux-arts de Bruxelles. Notamment en mai 2003, il joue le 5e concerto brandebourgeois de Bach avec Fabio Biondi et l'ensemble Europa Galante, en Italie et à Genève et en décembre de la même année, il donne deux concerts à Paris, l'un consacré à Domenico Scarlatti et les autres à Jean-Philippe Rameau.
Avec la chorégraphe Trisha Brown, Weiss est le chef d'orchestre d'un ballet intitulé « M. O. », basé sur L'Offrande musicale [Das Musikalisches Opfer] de Bach, créé au théâtre de la monnaie à Bruxelles. En mai 1999, il dirige, à l'invitation de William Christie, l'ensemble les Arts Florissants dans les Doux Mensonges, un ballet créé par le chorégraphe Jiří Kylián pour l'Opéra de Paris, repris en mars 2001 et en février 2004. Il est également, en collaboration avec William Christie, directeur du Jardin des voix, des Arts Florissants. 
En 2006 il a assuré la direction musicale d'une production scénique de Dido and Æneas de Purcell à Aix-en-Provence.
Kenneth Weiss a enseigné à l'Oberlin Conservatory (États-Unis) et au Conservatoire d'Oslo. Ensuite, il enseigne au Conservatoire national supérieur de musique et de danse de Paris et depuis 2009, à la Juilliard School of Music de New York.

## Discographie
Soliste
- Bach, Partitas (2001, Satirino records SR011)
- Scarlatti, Sonates (2002, Satirino records SR021)
- Rameau, Opéra et Ballet (transcriptions) (2003, Satirino Records SR092) (OCLC 56134021)
- Italian Concerto, Bach, Concerto Italien BWV 971, Fantaisie & Fugue chromatique BWV 903, Ouverture à la française BWV 831, Sonate en la mineur d'après Reinken BWV 965 (2006, Satirino records, SR061)
- Scarlatti, Essercizi per gravicembalo [30 sonates] (2007, Satirino records SR072) (OCLC 494589347)
- Bach, Variations Goldberg, BWV 988 (2009, Satirino records SR091)
- A Cleare Day, Pièces extraites du Fitzwilliam Virginal Book - virginals et clavecins flamand et italien (2010, Satirino records SR111) (OCLC 747236026)
- Heaven & Earth, Pièces extraites du Fitzwilliam Virginal Book - orgue, clavecin, virginals (2013, Satirino records SR132)
- Bach, Clavier bien tempéré, BWV 846-893 (2014, Satirino records SR141)

En accompagnement
- Bernier, Cantates françaises - Jacqueline Nicolas, soprano ; Véronique Méjean, violon ; Christine Plubeau, viole de gambe ; Kenneth Weiss, clavecin (28-31 mars 1992, Disques Pierre Verany) (OCLC 37107986)
- Musiche sacre. e morali de Domenico Mazzocchi, avec Jill Feldman (soprano), Orlanda Velez Isidro (soprano) et Kenneth Weiss (clavecin chromatique et orgue). CD AS Musique (ASM 002). 2004.
- Songs for Ariel, James, Bowman, contreténor, Kenneth Weiss, piano, clavecin & ottavino (2005, Satirino records SR052)
- Élisabeth Jacquet de La Guerre, Sonates pour le violon et basse continue - Lina Tur Bonet, violon ; Kenneth Weiss clavecin ; Patxi Montero, basse de viole (2011, Verso) (OCLC 920873108)